# Psychotria haitiensis
Psychotria haitiensis är en måreväxtart som beskrevs av Ignatz Urban. Psychotria haitiensis ingår i släktet Psychotria och familjen måreväxter. Inga underarter finns listade i Catalogue of Life.